# Richard Venture
Pour les articles homonymes, voir Venture.
Richard Charles Venturella, né le 11 novembre 1923 à West New York (New Jersey), et mort le 19 décembre 2017 à Chester (Connecticut),, est un acteur américain, connu sous le nom de scène de Richard Venture.

## Biographie
Richard Venture entame sa carrière au théâtre et joue notamment à Broadway (New York) dans sept pièces, la première en 1951, la dernière en 1974 ; parmi elles, mentionnons Le Marchand de Venise de William Shakespeare (1953, avec Luther Adler et Philip Bourneuf) et La Visite de la vieille dame de Friedrich Dürrenmatt (1973-1974, avec John McMartin et Rachel Roberts).
Au cinéma, il contribue à vingt-quatre films américains, le premier étant La Créature des ténèbres d'Harvey Hart (1965, avec Leslie Nielsen et Peter Mark Richman). Suivent entre autres Les Naufragés du 747 de Jerry Jameson (1977, avec Jack Lemmon et Lee Grant), Missing de Costa-Gavras (1982, avec Jack Lemmon et Sissy Spacek), Le Maître de guerre de Clint Eastwood (1986, avec le réalisateur et Mario Van Peebles) et Le Temps d'un week-end de Martin Brest (1992, avec Al Pacino et Chris O'Donnell). Son dernier film sort en 2001.
À la télévision américaine, Richard Venture apparaît dans cinquante-neuf séries entre 1958 et 2000, dont Starsky et Hutch (deux épisodes, 1975-1978), Tonnerre mécanique (intégrale en treize épisodes, 1985) et New York, police judiciaire (quatre épisodes, 1991-2000).
S'ajoutent vingt-six téléfilms, le premier étant Helter Skelter de Tom Gries (1976, avec George DiCenzo et Steve Railsback) ; le dernier est diffusé en 1995.

## Théâtre à Broadway (intégrale)
- 1951 : Dinosaur Wharf de Joel Wyman : Chris
- 1953 : Le Marchand de Venise (The Merchant of Venice) de William Shakespeare : Tubal
- 1971 : Solitaire de Robert Anderson : Sam Bradley
- 1971 : Double Solitaire de Robert Anderson : Charley
- 1971-1972 : Murderous Angels de Conor Cruise O'Brien : Baron d'Auge
- 1973-1974 : La Visite de la vieille dame (The Visit) de Friedrich Dürrenmatt, adaptation de Maurice Valency, mise en scène d'Harold Prince : Bobby
- 1973-1974 : Chemin de fer de Georges Feydeau, adaptation de Suzanne Grossman et Paxton Whitehead : Chanal
- 1974 : The National Health de Peter Nichols : Ash

## Filmographie partielle

### Cinéma
- 1965 : La Créature des ténèbres (Dark Intruder) d'Harvey Hart : le premier homme
- 1972 : De l'influence des rayons gamma sur le comportement des marguerites (The Effect of Gamma Rays on Man-in-the-Moon Marigolds) de Paul Newman : Floyd
- 1974 : Enquête dans l'impossible (Man on a Swing) de Frank Perry : un client du motel
- 1976 : Les Hommes du président (All the President's Men) d'Alan J. Pakula : un assistant rédacteur
- 1977 : À la recherche de Mister Goodbar (Looking for Mr. Goodbar) de Richard Brooks : le docteur
- 1977 : Les Naufragés du 747 (Airport '77) de Jerry Jameson : le commandant Paul Guay
- 1977 : The Greatest de Tom Gries et Monte Hellman : le colonel
- 1978 : The Betsy de Daniel Petrie : Mark Sampson
- 1979 : Bienvenue, mister Chance (Being There) d'Hal Ashby : Wilson
- 1979 : Tueurs de flics (The Onion Field) d'Harold Becker : l'inspecteur Glenn Bates
- 1979 : The Last Word de Roy Boulting
- 1980 : Le Chasseur (The Hunter) de Buzz Kulik : Pete Spota
- 1981 : Looker de Michael Crichton : le père de Cindy
- 1982 : Missing de Costa-Gavras : l'ambassadeur américain
- 1986 : Le Maître de guerre (Heartbreak Ridge) de Clint Eastwood : le colonel Meyers
- 1987 : Le Sicilien (The Sicilian) de Michael Cimino : le cardinal de Palerme
- 1990 : Navy Seals : Les Meilleurs (Navy Seals) de Lewis Teague : l'amiral Colker
- 1992 : Le Temps d'un week-end (Scent of a Woman) de Martin Brest : W. R. Slade
- 1996 : À l'épreuve du feu (Courage Under Fire) d'Edward Zwick : Don Boylar
- 1997 : Red Corner de Jon Avnet : l'ambassadeur Reed

### Télévision

#### Séries
- 1975 : Sergent Anderson (Police Woman)
  - Saison 2, épisode 7 Above and Beyond d'Alexander Singer : Matt Hunter Sr.
- 1975 : Cannon
  - Saison 5, épisode 13 To Still the Voice de Leo Penn : le procureur de district Archie Allen
- 1975-1977 : Kojak, première série
  - Saison 3, épisode 8 Appartement 2C (Out of the Frying Pan..., 1975) de Charles S. Dubin : le capitaine Reardon
  - Saison 5, épisode 5 Quand un rêve se réalise (Once More from Birdland, 1977) : Robert Smith
- 1975-1978 : Starsky et Hutch (Starsky & Hutch)
  - Saison 1, épisode 5 La Tempête (Snowstorm, 1975) : le détective Corman
  - Saison 3, épisode 13 La Folie du jeu (The Action, 1978) d'Ivan Nagy : Clay Hilliard
- 1976 : Barney Miller
  - Saison 3, épisode 5 The Election de Lee Bernhardi : Charles Relkie
- 1976-1977 : 200 dollars plus les frais (The Rockford Files)
  - Saison 2, épisode 18 Outrage à magistrat (In Hazard, 1976) de Jackie Cooper : Fred Metcalf
  - Saison 3, épisode 14 Le Seigneur des abeilles, 1re partie (The Trees, the Bees and T. T. Flowers, Part I, 1977) de Jerry London : Dr Benjamin Crist
- 1977 : Police Story
  - Saison 4, épisode 15 The Malflores (Bushwelt) d'Alexander Singer et épisode 16 The Blue Fog (Eddie Sims) de Michael O'Herlihy
  - Saison 5, épisode 1 Trigger Point de Jerry London : Bradshaw
- 1977 : Au fil des jours (One Day at a Time)
  - Saison 3, épisode 10 Barbara's Friend, Part II : Russell Walsh
- 1979 : La Famille des collines (The Waltons)
  - Saison 8, épisode 7 The Journal : Paul Henshaw
- 1980 : Quincy (Quincy, M.E.)
  - Saison 5, épisode 21 Deadly Arena de Jeffrey Hayden : Harry Mercer
- 1980 : Côte Ouest (Knots Landing)
  - Saison 2, épisodes 1 et 2 En route, 1re et 2e parties (Hitchhake, Parts I & II), et épisode 4 La Chance de sa vie (Chance of a Lifetime) : Simpson
- 1982 : Fame
  - Saison 2, épisode 9 Paroles (Words) : M. McClain
- 1983 : Sacrée Famille (Famiily Ties)
  - Saison 1, épisodes 14 et 15 The Fugitive, Parts I & II : M. Carlyle
- 1983 : Les oiseaux se cachent pour mourir (The Thorn Birds), mini-série, 1re et 3e parties : Harry Gough
- 1983 : Falcon Crest
  - Saison 3, épisode 3 Conspiracy, épisode 5 Judge and Jury, épisode 6 The Wages of Sin, épisode 7 The Last Laugh, et épisode 10 Double Dealing : John Osborne
- 1985 : Capitaine Furillo (Hill Street Blues)
  - Saison 5, épisode 14 À pleine bouche (Dr. Hoof and Mouth) de John Patterson : Carl Barnett
- 1985 : Tonnerre mécanique
  - Saison unique, 13 épisodes (intégrale) : Lieutenant-commodore Leo Altobelli
- 1986 : Les Craquantes (The Golden Girls)
  - Saison 1, épisode 22 Rose a perdu son emploi (Job Hunting) de Paul Bogart : Milton
- 1990 : La Loi de Los Angeles (L.A. Law)
  - Saison 4, épisode 16 Une croix sans Dieu (Bound for Glory) : Abe Lassen
- 1991 : Hôpital central (General Hospital), feuilleton, épisodes non spécifiés : Jonathan Pierce
- 1991-2000 : New York, police judiciaire (Law & Oder)
  - Saison 2, épisode 7 À la mémoire de... (In Memory Of, 1991) : Douglas Greer
  - Saison 5, épisode 14 L'Esprit de clan (Performance, 1995) : Douglas Greer
  - Saison 6, épisode 1 Vengeance amère (Bitter Fruit, 1995) : Douglas Greer
  - Saison 7, épisode 8 Affaires de famille (Family Business, 1996) : Douglas Greer
  - Saison 11, épisode 8 Hors-jeu (Thin Ice, 2000) : Douglas Greer
- 1992 : Arabesque (Murder, She Wrote)
  - Saison 9, épisode 2 Secret de famille (Family Secrets) de Walter Grauman : George Latimer
- 1996 : La Famille du Bonheur (Second Noah)
  - Saison 2, épisode 5 Les Flèches de Cupidon (Slings and Arrows) : Dr Hollis

#### Téléfilms
- 1976 : Helter Skelter de Tom Gries : l'inspecteur de police
- 1977 : A Sensitive, Passionate Man de John Newland : Jack Morris
- 1977 : Corey: For the People de Buzz Kulik : Roger
- 1978 : Stickin' Together de Jerry Thorpe : l'acteur principal
- 1980 : Off the Minnesota Strip de Lamont Johnson : Dr Haas
- 1980 : Znola Gay: The Men, the Mission, the Atomic Bomb de David Lowell Rich : Alexander Sachs
- 1980 : My Kidnapper, My Love de Sam Wanamaker : le père de Geegee
- 1981 : Chicago Story d'Harvey S. Laidman et Jerry London : le juge Harold Stankey
- 1982 : Le Chant du bourreau (The Executioner's Song) de Lawrence Schiller : Earl Dorius
- 1983 : Cocaine: One Man's Seduction de Paul Wendkos : Dan Hatten
- 1986 : Le Choix (Second Serve) d'Anthony Page : Dr David Radley
- 1986 : Les Derniers Beaux Jours (As Summer Die) de Jean-Claude Tramont : Brevard Holt
- 1987 : Billionaire Boys Club de Marvin J. Chomsky : Nelson Prescott
- 1989 : The Final Days de Richard Pearce : James St. Clair
- 1992 : Le Choix d'une mère (A Private Matter) de Joan Micklin Silver : Dr Werner
- 1995 : Truman de Frank Pierson : J. Lester Perry